# San Andrés Carrizal
San Andrés Carrizal är en ort i Mexiko.   Den ligger i kommunen Ocotepec och delstaten Chiapas, i den sydöstra delen av landet, 700 km öster om huvudstaden Mexico City. San Andrés Carrizal ligger 1 549 meter över havet och antalet invånare är 537.
Terrängen runt San Andrés Carrizal är kuperad söderut, men norrut är den bergig. Runt San Andrés Carrizal är det ganska tätbefolkat, med 104 invånare per kvadratkilometer. Närmaste större samhälle är Ocotepec, 2,5 km nordväst om San Andrés Carrizal. I omgivningarna runt San Andrés Carrizal växer i huvudsak städsegrön lövskog.